# Thüringer Volksverlag
Der Thüringer Volksverlag – später Volksverlag Weimar – war ein Verlag in der Sowjetischen Besatzungszone bzw. der DDR und wurde am 13. Juli 1945 gegründet. Der KPD-eigene, spätere SED-Verlag gab die Tageszeitung Thüringer Volk (später umbenannt in Das Volk), Musikalien- und andere Bücher (v. a. Romane) heraus und druckte Materialien der SED. 
Ab 1947 gehörte der Thüringer Volksverlag mehrheitlich zur VOB Zentrag und war 1948, neben den Aktivitäten im Verlagswesen, Rechtsträger für fünf parteieigene SED-Druckereien und 28 Druckereien im Status eines volkseigenen Betriebes. 1949 übernahm der Verlag den Altenburger Graphik-Verlag Dr. Heinrich Mock, der den Namen Graphik-Verlag Dr. Heinrich Mock im Thüringer Volksverlag erhielt. Im Juli 1953 wurde dieser in den Dresdner Verlag der Kunst eingegliedert. 1951 wurde die traditionsreiche Pierersche Hofdruckerei übernommen.
Der Volksverlag Weimar gab u. a. die Reihe Deutsches Land – Heimatland und Bibliothek Deutscher Klassiker heraus.
Im Rahmen der Neuordnung der DDR-Verlagslandschaft, der sogenannten „Profilierung“, wurde er 1964 in den Aufbau-Verlag überführt.